# عملية مسمار العقدة
عملية مسمار العقدة هي سلسلة من التجارب النووية في الولايات المتحدة تتكون من 28 تجربة نووية أجريت بين عامي 1972-1973. سبقت هذه الاختبارات سلسلة عمليات جروميت وتلتها سلسلة عملية محور العجلة.